# Фридрих Карл фон Хесен-Касел
Вижте пояснителната страница за други личности с името Фридрих Карл.
Фридрих Карл фон Хесен-Касел, с пълно име Фридрих Карл Лудвиг Константин (на немски: Friedrich Karl Ludwig Konstantin), принц и ландсграф на Хесен, е избран за крал на Финландия на 9 октомври 1918 г., но се отказва от трона на 14 декември същата година. Роднина е на Вилхелм II. По време на управлението си той е бил познат във Финландия с името Frederik Kaarle I. Той е единственият в историята на страната управник, носил титлата „крал“.

## Биография
Фридрих Карл е роден в имението на семейството си, Gut Panker, в Пльон, Холщайн. На 25 януари 1893 г. Фридрих Карл се жени за принцеса Маргарет, сестра на кайзер Вилхелм II и внучка на кралица Виктория. Имат 6 деца.

## На финландския трон
Фридрих Карл е избран за крал на Финландия от Финландския парламент на 9 октомври 1918 г. С края на Първата световна война обаче, и заради неговият произход и абдикацията на Вилхелм II, с която се слага край на монархиите в Германия, предложението е сметнато за неподходящо от влиятелни финландци, а и от самия Фридрих. Не се знае много за официалното мнение на Антантата. Фридрих Карл се отказва от трона на 14 декември, без да отиде в държавата. Финландия става република след няколко месеца.